# Ǵoko Hadżiewski
Ǵoko Hadżiewski (lub Ǵoko Hadžievski, cyryl. Ѓоко Хаџиевски; ur. 31 marca 1955) – macedoński piłkarz i trener piłkarski. 

## Kariera
Jako piłkarz grał w takich klubach jak FK Pelister i Teteks Tetowo. Jako szkoleniowiec z Vardarem Skopje, w którym pracował dwukrotnie, zdobył łącznie pięć tytułów mistrza (1993, 1994, 1995, 2002 i 2003) oraz dwa Puchary Macedonii (1993 i 1995). W latach 1996–1999 był selekcjonerem reprezentacji Macedonii.
Ostatnio, od października 2005 roku, prowadził egipski Al-Masri Kair. Pod koniec sierpnia 2006 roku zastąpił Petyra Żekowa na stanowisku pierwszego trenera bułgarskiego Wichrenu Sandanski. Nie była to pierwsza przygoda Hadżiewskiego z ekstraklasą Bułgarii; kilka lat wcześniej krótko pracował w CSKA Sofia.
W sierpniu 2007 roku, pół roku po odejściu z Wichrenu, został zatrudniony w azerskim Bakı FK. Później był selekcjonerem Reprezentacji Azerbejdżanu (2007) oraz trenerem Atromitosu Ateny (2009–2010) i Simurq PFC (2010–2011). W 2011 roku został trenerem Najran SC.